# San Antonio de la Huerta, Veracruz
San Antonio de la Huerta är en ort i Mexiko.   Den ligger i kommunen Santiago Tuxtla och delstaten Veracruz, i den sydöstra delen av landet, 400 km öster om huvudstaden Mexico City. San Antonio de la Huerta ligger 29 meter över havet och antalet invånare är 721.
Terrängen runt San Antonio de la Huerta är huvudsakligen platt, men åt nordost är den kuperad. Terrängen runt San Antonio de la Huerta sluttar västerut. Runt San Antonio de la Huerta är det ganska tätbefolkat, med 80 invånare per kvadratkilometer. Närmaste större samhälle är Santiago Tuxtla, 16,8 km nordost om San Antonio de la Huerta. Omgivningarna runt San Antonio de la Huerta är en mosaik av jordbruksmark och naturlig växtlighet.